# Soufrière Hills
Soufrière Hills – wulkan na wyspie Montserrat na Morzu Karaibskim. Typowy stratowulkan.
Po długim okresie uśpienia, wulkan uaktywnił się w 1995 niszcząc południową część wyspy, w tym jej stolicę Plymouth. W czasie długotrwałej erupcji wyspę opuściło ok. 2/3 ludności. Do największej erupcji doszło w 1997, kiedy zginęło 20 osób. Wybuch wulkanu Soufrière Hills spowodował olbrzymie straty na wyspie i doprowadził do załamania jej gospodarki, opierającej się na rolnictwie i turystyce.
Nazwa wulkanu pochodzi z języka francuskiego i oznacza „ujście siarki”. Nazwę Soufrière nosi kilka karaibskich wulkanów, m.in. Soufrière na wyspie Saint Vincent, Soufrière na wyspie Saint Lucia czy Soufrière na Gwadelupie.

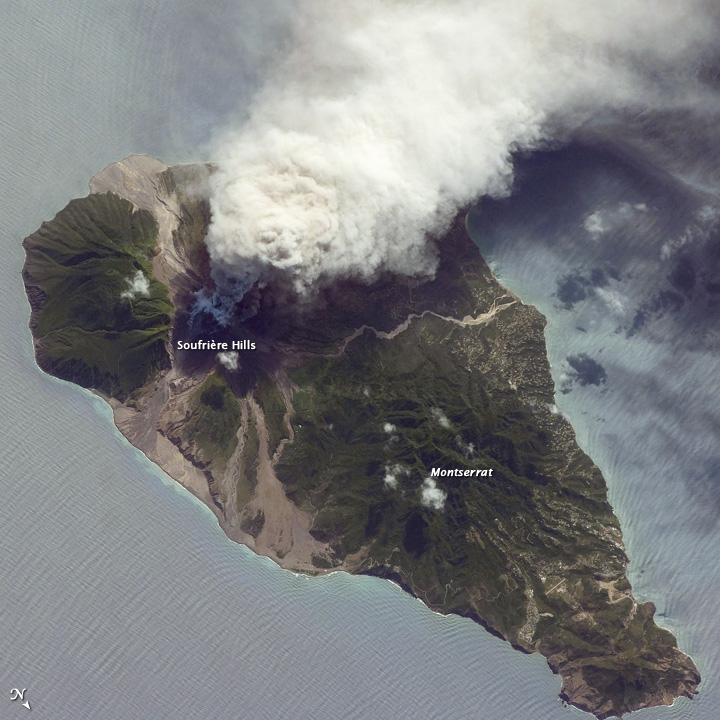
Zdjęcie satelitarne wyspy – wybuch Soufrière Hills (2009)